# Như Loan
Lê Thị Như Loan (sinh ngày 20 tháng 4 năm 1981) là một ca sĩ người Mỹ gốc Việt hiện đang ký hợp đồng với trung tâm Thúy Nga. Ngoài là một ca sĩ cô còn là một người mẫu chuyên nghiệp.

## Tiểu sử
Như Loan đến Mỹ năm 1992 khi cô vừa tròn 11 tuổi rưỡi. Cô hiện đang sống chung với gia đình. Như Loan nói rằng mình là cô bé nhỏ trong gia đình. Bên cạnh đi hát, cô đang học Luật ở trường Cal State Fullerton. Cô xuất hiện lần đầu tiên trong chương trình  Paris By Night 62. Năm 2013, cô kết hôn với doanh nhân Việt kiều tên Thành.

## Âm nhạc
Như Loan phát hành CD solo đầu tiên của cô trong năm 2006 mang tên "Tình Lặng Câm", cũng như đĩa CD song ca có tiêu đề "Sunday buồn" với ca sĩ Bảo Hân, và CD một nhóm có tiêu đề "Mong Anh Sẽ Đến" với ca sĩ Bảo Hân, Ninh Cát Loan Châu, và Tú Quyên. Như Loan hiện đang có kế hoạch phát hành đĩa CD solo thứ hai vào giữa năm 2008, cũng như các sản phẩm khác trong tương lai gần.

## Album

### DVD Như Loan Collection - Vol 1 (2015)
| #  | Bài hát                          |
| -- | -------------------------------- |
| 1  | Người Điên Biết Yêu              |
| 2  | The Way You Look At Me           |
| 3  | Ngàn Năm Vẫn Đợi                 |
| 4  | Hãy Về Với Em                    |
| 5  | Em Buồn                          |
| 6  | Thiên Đường Ấy                   |
| 7  | Nỗi Đau Tìm Em                   |
| 8  | Em Đã Từng Yêu                   |
| 9  | Vắng Anh Mùa Đông                |
| 10 | Men Say Tình Ái                  |
| 11 | A Time For Us                    |
| 12 | Khi Giấc Mơ Về                   |
| 13 | Casablanca                       |
| 14 | Khi Có Chàng                     |
| 15 | LK Chuyến Tàu 4:55, Boulevard    |
| 16 | Màu Xanh Tình Yêu                |
| 17 | Tình Đã Lãng Quên                |
| 18 | Em Muốn Tin Anh                  |
| 19 | Nguyện Cầu Tuyết Rơi Trên Sa Mạc |

### Ta Đã Từng Yêu (2011)
ft. Lương Tùng Quang
| #  | Bài hát                                      |
| -- | -------------------------------------------- |
| 1  | Em Đã Từng Yêu - Như Loan & Lương Tùng Quang |
| 2  | You're My Heart, You're My Soul - Như Loan   |
| 3  | Cho Anh Một Con Đường - Lương Tùng Quang     |
| 4  | Khúc Ca Tình Yêu - Như Loan                  |
| 5  | Nếu - Lương Tùng Quang                       |
| 6  | Mưa Tình Yêu - Như Loan                      |
| 7  | Yêu - Như Loan & Lương Tùng Quang            |
| 8  | Vì sao - Như Loan                            |
| 9  | LK Cry - Lương Tùng Quang                    |
| 10 | Sway - Như Loan                              |
| 11 | Nước Mắt Đêm Thâu - Lương Tùng Quang         |
| 12 | LK Lỗi Lầm - Như Loan, Lương Tùng Quang      |

### Best of Như Loan, TNCD 488 (2011)
| #  | Bài hát                                            |
| -- | -------------------------------------------------- |
| 1  | Yêu nhau dưới nắng mai - Như Loan                  |
| 2  | Men say tình ái - Như Loan                         |
| 3  | Khi Có Chăng - Như Loan                            |
| 4  | Người Điên Biết Yêu                                |
| 5  | Nếu không có em bên đời - Như Loan & Trần Thái Hòa |
| 6  | Boulevard - Như Loan                               |
| 7  | Khi giấc mơ về - Như Loan & Lâm Nhật Tiên          |
| 8  | Buồn Trong Đêm Mưa - Như Loan                      |
| 9  | Em muốn tin anh - Như Loan                         |
| 10 | Tình đã lãng quên - Như Loan & Nguyễn Thắng        |
| 11 | Hỡi người tình - Như Loan                          |
| 12 | Màu xanh tình yêu                                  |
| 13 | Về đây anh                                         |
| 14 | Những ngày mưa gió/Nỗi nhớ dịu êm - Như Loan       |

### Trái Tim Đã Được Yêu (2008)
| #  | Bài hát                                    |
| -- | ------------------------------------------ |
| 1  | Trái Tim Đã Được Yêu                       |
| 2  | The Way You Look At Me                     |
| 3  | Ngàn năm vẫn đợi - Như Loan, Typhoon       |
| 4  | Tình Đã Lãng Quên - Như Loan, Nguyễn Thắng |
| 5  | Hạt Nắng Còn Lại                           |
| 6  | Hãy Về Với Em                              |
| 7  | Thiên Đường Ấy                             |
| 8  | Em Buồn                                    |
| 9  | Walking In The Rain                        |
| 10 | Phố Vẫn Xưa - Như Loan, Lưu Bích           |
| 11 | Người Cho Em Biết Cô Đơn                   |
| 12 | BONUS: Quê Hương                           |

### Tình Lặng Câm, TNCD 378 (2006)
| #  | Bài hát               |
| -- | --------------------- |
| 1  | Người Điên Biết Yêu   |
| 2  | Ngày Đó Là Mưa        |
| 3  | Cơn Mưa Cuối Mùa      |
| 4  | A Time For Us         |
| 5  | Mùa Hè Kỷ Niệm        |
| 6  | Anh Thích Lúc Em Cười |
| 7  | Say Nothing To You    |
| 8  | Nỗi Đau Tình Em       |
| 9  | Hứa Và Nói Đi Em      |
| 10 | Tình Lặng Câm         |
| 11 | Đêm Tạ Tình           |
| 12 | Yêu Anh Dịu Dàng      |

### Mong Anh Sẽ Đến, TNCD 294 (2003)
ft. Bảo Hân, Loan Châu, & Tú Quyên
| #  | Bài hát                                           |
| -- | ------------------------------------------------- |
| 1  | Lãng du - Như Loan & Bảo Hân                      |
| 2  | Sẽ không như thế - Bảo Hân                        |
| 3  | Ngày đó ta yêu nhau - Tú Quyên                    |
| 4  | Bài Tango xa rồi - Loan Châu                      |
| 5  | Mong anh sẽ đến - Như Loan                        |
| 6  | Chỉ mình em thôi - Như Loan                       |
| 7  | Mắt nai Chachacha - Loan Châu                     |
| 8  | Haxycho em ngày mai - Bảo Hân                     |
| 9  | Trái Tim Không Lời - Tú Quyên                     |
| 10 | Didn't You Know - Như Loan                        |
| 11 | Tình ơi - Như Loan, Bảo Hân, Loan Châu & Tú Quyên |

### Sunday Buồn, TNCD 313 (2003)
ft. Như Loan & Bảo Hân
| #  | Bài hát                                     |
| -- | ------------------------------------------- |
| 1  | Sunday Buồn - Như Loan & Bảo Hân            |
| 2  | Một Thời Đã Qua - Bảo Hân                   |
| 3  | Nguyện Cầu Tuyết Rơi Trên Sa Mạc - Như Loan |
| 4  | Về Với Em - Bảo Hân                         |
| 5  | Em Mơ Bên Chàng - Như Loan                  |
| 6  | Quên Đi Ngày Tháng - Bảo Hân                |
| 7  | Yêu Như Ngày Mới Quen - Như Loan            |
| 8  | Thổn Thức Một Tình Yêu - Bảo Hân            |
| 9  | Cô Đơn - Như Loan                           |
| 10 | Xuân Tình Nồng - Như Loan & Bảo Hân         |

## Các tiết mục trình diễn trên sân khấu của trung tâm Thúy Nga

### Chương trình Paris By Night
| STT | Ca khúc | Thể hiện với | Chương trình       | Năm  |
| --- | --- | --- | ------------------ | ---- |
| 1   | Tất Cả Là Âm Nhạc (Tim Heinz, Lê Hựu Hà)                                                                                                | Trúc Lam, Trúc Linh, Bảo Hân, Thiên Kim, Lynda Trang Đài, Châu Ngọc | Paris By Night 62  | 2001 |
| 2   | Tuổi Đá Buồn (Trịnh Công Sơn) | Như Quỳnh, Bảo Hân, Thiên Kim, Trúc Lam, Trúc Linh, Lynda Trang Đài, Châu Ngọc, Loan Châu, Tracy Phạm | Paris By Night 62  | 2001 |
| 3   | Men Say Tình Ái (Lời Việt: Hoài An) | solo | Paris By Night 63  | 2002 |
| 4   | Tình Khúc Cho Em (Lê Uyên Phương) | Như Quỳnh, Loan Châu, Trúc Lam, Trúc Linh, Lynda Trang Đài, Châu Ngọc, Bảo Hân, Tú Quyên, Tracy Phạm | Paris By Night 63  | 2002 |
| 5   | Hãy Sống Cùng Tình Yêu (Hoài An) | Bảo Hân, Tú Quyên, Loan Châu | Paris By Night 65  | 2002 |
| 6   | Khúc Hát Yêu Đời (Kim Hansen, Nhật Trung)                                                                                               | Tú Quyên | Paris By Night 65  | 2002 |
| 7   | Trái Đắng (Tùng Châu, Đặng Quang Vỹ) | Lương Tùng Quang | Paris By Night 65  | 2002 |
| 8   | Lãng Du (Đặng Quang Vỹ) | Bảo Hân | Paris By Night 67  | 2002 |
| 9   | Mong Anh Sẽ Đến (Lời Việt: Phạm Quốc Tâm)                                                                                               | solo | Paris By Night 67  | 2002 |
| 10  | Can't Give You Up (Tim Heinz, Randy Peterson)                                                                                           | solo | Paris By Night 68  | 2003 |
| 11  | Khi Giấc Mơ Về (Đức Trí) | Lâm Nhật Tiến | Paris By Night 69  | 2003 |
| 12  | Sunday Buồn (Quốc Tuấn) | Bảo Hân | Paris By Night 69  | 2003 |
| 13  | Tìm Về Phố Xưa (Nhật Trung) | Bảo Hân, Trúc Lam, Trúc Linh, Phi Nhung, Tâm Đoan, Loan Châu, Tú Quyên, Minh Tuyết, Lynda Trang Đài | Paris By Night 71  | 2003 |
| 14  | Khi Có Chàng (Lời Việt: Minh Phúc) | solo | Paris By Night 71  | 2003 |
| 15  | Tiếng Hát Từ Nhịp Tim (Tùng Châu, Nhật Ngân)                                                                                            | Tú Quyên, Loan Châu, Rebecca Quỳnh Giao | Paris By Night 72  | 2004 |
| 16  | Buồn Trong Đêm Mưa (Lời Việt: Khúc Lan)                                                                                                 | solo | Paris By Night 72  | 2004 |
| 17  | Tự Khúc Mùa Đông (Tường Văn) | Lâm Nhật Tiến | Paris By Night 73  | 2004 |
| 18  | LK Tình (Văn Phụng), Hờn Ghen (Lời Việt: Phạm Duy), Bình Minh Sẽ Mang Em Đi (Lời Việt: Đàm Vĩnh Hưng)                                   | Minh Tuyết, Loan Châu | Paris By Night 73  | 2004 |
| 19  | Hương Đồng Gió Nội (Song Ngọc) | Bảo Hân, Hương Thủy | Paris By Night 74  | 2004 |
| 20  | Yêu Nhau Dưới Nắng Mai (Lời Việt: Minh Châu)                                                                                            | solo | Paris By Night 75  | 2004 |
| 21  | LK Ghé Bến Sài Gòn (Văn Phụng) & Sài Gòn (Y Vân)                                                                                        | Loan Châu, Như Quỳnh, Minh Tuyết, Tâm Đoan, Hương Thủy, Hồ Lệ Thu, Bảo Hân | Paris By Night 75  | 2004 |
| 22  | Đón Xuân (Phạm Đình Chương) | Lương Tùng Quang | Paris By Night 76  | 2005 |
| 23  | Mãi Còn Yêu (Nhật Trung) | Bảo Hân | Paris By Night 77  | 2005 |
| 24  | Lời Cảm Ơn (Ngô Thụy Miên, Hạ Đỏ Bích Phượng)                                                                                           | Khánh Ly, Lệ Thu, Hoàng Oanh, Tuấn Ngọc, Khánh Hà, Như Quỳnh, Minh Tuyết, Bằng Kiều, Thu Phương, Lưu Bích, Nguyễn Hưng, Thủy Tiên, Bảo Hân, Lương Tùng Quang, Thế Sơn, Trần Thái Hòa, Quang Lê, Loan Châu, Tâm Đoan, Hồ Lệ Thu, Vân Quỳnh, Dương Triệu Vũ | Paris By Night 77  | 2005 |
| 25  | Mộng Đẹp (Tùng Châu, Quốc Dũng) | Loan Châu, Hồ Lệ Thu | Paris By Night 79  | 2005 |
| 26  | Nếu Không Có Em Bên Đời (Lời Việt: Vũ Xuân Hùng)                                                                                        | Trần Thái Hòa | Paris By Night 79  | 2005 |
| 27  | Xuân Về Trên Môi Em (Huỳnh Nhật Tân) | Bảo Hân, Tú Quyên | Paris By Night 80  | 2006 |
| 28  | LK Xuân Vui Ca (Nguyễn Hiền), Chúc Mừng Xuân (Thanh Sơn)                                                                                | Bảo Hân, La Sương Sương, Minh Tuyết, Hồ Lệ Thu, Tâm Đoan, Ngọc Liên, Tú Quyên | Paris By Night 80  | 2006 |
| 29  | A Time For Us (Lời Việt: Phạm Duy) | solo | Paris By Night 81  | 2006 |
| 30  | Đêm Chia Tay (Thái Thịnh) | Lương Tùng Quang | Paris By Night 82  | 2006 |
| 31  | Sẽ Không Quên Người (Huỳnh Nhật Tân) | Bảo Hân | Paris By Night 84  | 2006 |
| 32  | Những Bước Chân Âm Thầm (Y Vân, Kim Tuấn)                                                                                               | Loan Châu, Bảo Hân, Thanh Trúc, Trúc Lam, Trúc Linh, Minh Tuyết, Shayla, Hồ Lệ Thu, Tú Quyên | Paris By Night 84  | 2006 |
| 33  | Xuân Mộng (Lam Phương) | Thanh Trúc | Paris By Night 85  | 2007 |
| 34  | LK Chiều Xuân & Thì Thầm Mùa Xuân (Ngọc Châu)                                                                                           | Loan Châu, Hương Thủy, Tâm Đoan, Minh Tuyết, Hồ Lệ Thu, Tú Quyên, Hà Phương, Thanh Trúc, Bảo Hân | Paris By Night 85  | 2007 |
| 35  | Về Đây Em (Trịnh Nam Sơn) | solo | Paris By Night 86  | 2007 |
| 36  | Bức Tâm Thư (Lam Phương) | Ngọc Loan | Paris By Night 88  | 2007 |
| 37  | Yêu Anh Thật Khó Nói (Tùng Châu, Thái Thịnh)                                                                                            | Loan Châu | Paris By Night 89  | 2007 |
| 38  | Cô Gái Việt (Hùng Lân) | Bảo Hân, Minh Tuyết, Ngọc Liên, Tú Quyên, Hương Giang, Quỳnh Vi, Hương Thủy, Hồ Lệ Thu, Loan Châu, Thanh Trúc | Paris By Night 90  | 2007 |
| 39  | Em Ghen (Trịnh Lam) | Bảo Hân, Tú Quyên | Paris By Night 90  | 2007 |
| 40  | Tôi Yêu (Trịnh Hưng) | Thanh Trúc, Hồ Lệ Thu | Paris By Night 91  | 2008 |
| 41  | LK Trái Tim Lầm Lỡ (Lời Việt: Khúc Lan), Như Là Tình Yêu (Tuấn Khanh)                                                                   | Hồ Lệ Thu, Thùy Vân | Paris By Night 92  | 2008 |
| 42  | Tình Đã Lãng Quên (Lời Việt: Huỳnh Nhật Tân)                                                                                            | Nguyễn Thắng | Paris By Night 92  | 2008 |
| 43  | Trái Tim Đã Được Yêu (Trung Hành) | solo | Paris By Night 93  | 2008 |
| 44  | Vũ Khúc Paris (Lời Việt: Phạm Duy) | Quỳnh Vi | Paris By Night 94  | 2008 |
| 45  | Ngàn Năm Vẫn Đợi (Lời Việt: Khúc Lan)                                                                                                   | solo | Paris By Night 94  | 2008 |
| 46  | LK Những Ngày Mưa Gió, Nỗi Nhớ Dịu Êm (Bảo Chấn)                                                                                        | Nguyệt Anh | Paris By Night 95  | 2009 |
| 47  | LK Nhạt Nắng (Y Vân, Xuân Lôi), Biển Nhớ (Trịnh Công Sơn)                                                                               | Minh Tuyết, Quỳnh Vi, Tú Quyên, Trúc Lam, Trúc Linh, Ngọc Liên, Hương Thủy, Bảo Hân, Thùy Vân, Hồ Lệ Thu, Thanh Hà, Nguyệt Anh, Lynda Trang Đài | Paris By Night 95  | 2009 |
| 48  | LK Paris By Night Top Hits | Bảo Hân, Lương Tùng Quang, Hồ Lệ Thu, Trịnh Lam, Quỳnh Vi, Dương Triệu Vũ, Minh Tuyết, Lưu Bích, Nguyễn Hưng, Don Hồ, Thế Sơn | Paris By Night 96  | 2009 |
| 49  | LK Hỡi Người Tình: Nếu Biết Xa Em (Trịnh Nam Sơn), Hỡi Người Tình (LV: Ngọc Lan)                                                        | Tú Quyên | Paris By Night 96  | 2009 |
| 50  | Màu Xanh Tình Yêu (Sỹ Đan) | solo | Paris By Night 97  | 2009 |
| 51  | Chuyến Bay Hạnh Phúc (Hoài An) | Lưu Bích, Bảo Hân, Tú Quyên, Thủy Tiên, Nguyệt Anh, Như Quỳnh, Hồ Lệ Thu, Ngọc Anh, Hương Thủy, Quỳnh Vi, Minh Tuyết | Paris By Night 98  | 2009 |
| 52  | LK Chuyến Tàu 4:55 (Lời Việt: Lê Xuân Trường), Boulevard                                                                                | Don Hồ | Paris By Night 98  | 2009 |
| 53  | LK Dấu Chân Tình Ái (Ngọc Trọng), Tóc Ngang Bờ Vai (Vũ Tuấn Đức)                                                                        | Nguyễn Thắng | Paris By Night 99  | 2010 |
| 54  | Tình Còn Đam Mê (Võ Hoài Phúc) | Tóc Tiên | Paris By Night 100 | 2010 |
| 55  | Kịch: Nếu Điều Đó Xảy Ra (Nguyễn Ngọc Ngạn)                                                                                             | Quang Lê, Lương Tùng Quang, Minh Tuyết, Hương Thủy, Mai Thiên Vân | Paris By Night 100 | 2010 |
| 56  | Phố Hoa (Hoài An) | solo | Paris By Night 101 | 2011 |
| 57  | Yêu Nhau Bốn Mùa (Lam Phương) | solo | Paris By Night 102 | 2011 |
| 58  | Yêu (Văn Phụng) | Diễm Sương | Paris By Night 103 | 2011 |
| 59  | Quên Đi Hạnh Phúc Ban Đầu (Phúc Trường)                                                                                                 | solo | Paris By Night 104 | 2011 |
| 60  | Người Tình Trăm Năm (Đức Huy) | Ngọc Anh, Minh Tuyết, Lưu Bích, Như Quỳnh, Kỳ Phương Uyên, Lam Anh, Tóc Tiên, Quỳnh Vi, Hạ Vy, Thanh Hà, Diễm Sương | Paris By Night 105 | 2012 |
| 61  | Người Tình Johnny (Lời Việt: Khúc Lan)                                                                                                  | solo | Paris By Night 105 | 2012 |
| 62  | Không Thể Quên Anh (Phúc Trường) | Diễm Sương | Paris By Night 106 | 2012 |
| 63  | LK Mùa Thu Trong Mưa (Trường Sa), Búp Bê Không Tình Yêu (Lời Việt: Vũ Xuân Hùng)                                                        | Như Quỳnh, Diễm Sương, Quỳnh Vi, Lam Anh, Thanh Hà, Mai Thiên Vân, Hạ Vy, Minh Tuyết, Hương Giang, Hương Thủy, Kỳ Phương Uyên, Ngọc Anh, Tóc Tiên | Paris By Night 106 | 2012 |
| 64  | Tình Cho Không (Lời Việt: Phạm Duy) | solo | Paris By Night 107 | 2013 |
| 65  | LK 60 Năm Cuộc Đời & 20-40 (Y Vân) | Nguyễn Hưng | Paris By Night 108 | 2013 |
| 66  | LK Tung Bay (Lương Bằng Quang), Cò Lả                                                                                                   | Ánh Minh, Mai Tiến Dũng, Quỳnh Vi, Tóc Tiên | Paris By Night 109 | 2013 |
| 67  | LK Xin Đừng Trách Đa Đa (Võ Đông Điền), Mưa Trên Phố Huế (Minh Kỳ, Tôn Nữ Thụy Khương), Em Đi Chùa Hương (Trung Đức, Nguyễn Nhược Pháp) | Kỳ Phương Uyên, Hạ Vy, Ánh Minh, Hương Giang, Minh Tuyết, Mai Thiên Vân, Diễm Sương, Hương Thủy, Lam Anh, Như Quỳnh, Bảo Hân, Hồ Lệ Thu, Tóc Tiên, Châu Ngọc, Thu Phương | Paris By Night 109 | 2013 |
| 68  | Em Phải Tin Vào Điều Đó (Phúc Trường)                                                                                                   | Lương Tùng Quang | Paris By Night 109 | 2013 |
| 69  | Hát Mãi Bài Tình Ca (Thái Thịnh) | Minh Tuyết, Tóc Tiên, Như Quỳnh, Don Hồ, Mai Thiên Vân, Hạ Vy, Mạnh Quỳnh, Hương Thủy, Quang Lê, Ngọc Hạ, Trần Thái Hòa, Thế Sơn, Châu Ngọc, Hồ Lệ Thu, Kỳ Phương Uyên, Mai Tiến Dũng, Quỳnh Vi, Trịnh Lam, Lương Tùng Quang, Diễm Sương, Duy Trường, Khánh Lâm, Tommy Ngô, Lynda Trang Đài, Đình Bảo, Ánh Minh, Hương Giang, Anh Tú, Thiên Tôn, Ý Lan, Ngọc Anh, Thu Phương, Giang Tử, Hương Lan, Thái Châu, Quang Dũng, Nguyễn Hưng, Thanh Hà, Lưu Bích, Tuấn Ngọc, Khánh Hà, Dương Triệu Vũ, Lam Anh, Bằng Kiều, Họa Mi, Elvis Phương | Paris By Night 109 | 2013 |
| 70  | Xuân Yêu Thương (Lời Việt: Lê Đức Cường)                                                                                                | solo | Paris By Night 110 | 2014 |
| 71  | Vắng Anh Mùa Đông (Trương Lê Sơn) | solo | Paris By Night 110 | 2014 |
| 72  | Sân Khấu Cuộc Đời (Võ Hoài Phúc) | Trịnh Lam | Paris By Night 111 | 2014 |
| 73  | Sài Gòn Sài Gòn (Châu Đăng Khoa) | Mai Tiến Dũng, Anh Tú, Justin Nguyễn, Ánh Minh, Kỳ Phương Uyên, Tóc Tiên, Lam Anh, Diễm Sương | Paris By Night 111 | 2014 |
| 74  | Ngày Tuyết Lạnh (Lời Việt: Ngọc Lan) | solo | Paris By Night 112 | 2014 |
| 75  | Có Lẽ (Phúc Trường) | solo | Paris By Night 115 | 2015 |
| 76  | Catwalk (Nguyễn Hữu Đức) | Ngọc Anh, Diễm Sương, Hoàng Nhung, Lam Anh, Hạ Vy | Paris By Night 116 | 2015 |
| 77  | Cánh Bướm Vườn Xuân (LV: Phạm Duy) | Diễm Sương | Paris By Night 117 | 2016 |
| 78  | Cùng Một Kiếp Hoa (Võ Đức Phấn) | Minh Tuyết, Hương Thủy, Lam Anh, Diễm Sương, Hoàng Nhung | Paris By Night 117 | 2016 |
| 79  | LK Chiều Hôm Nay, Đến Bên Anh (Đức Huy)                                                                                                 | Lương Tùng Quang | Paris By Night 118 | 2016 |
| 80  | Tình Ghen (LV: Vũ Xuân Hùng) | solo | Paris By Night 120 | 2016 |
| 81  | Cơn Mưa Trong Đời (LV: Khúc Lan) | solo | Paris By Night 123 | 2017 |
| 82  | Giấc Mộng Đêm Xuân (Hamlet Trương) | Diễm Sương | Paris By Night 124 | 2018 |
| 83  | Tình Yêu Xây Đắp Nhân Gian (Hamlet Trương)                                                                                              | Don Hồ, Bằng Kiều, Trần Thái Hòa, Lương Tùng Quang, Dương Triệu Vũ, Lam Anh, Ngọc Anh, Minh Tuyết, Nguyễn Hồng Nhung | Paris By Night 126 | 2018 |
| 84  | Tình Yêu Muôn Thuở (LV: Lê Hựu Hà) | Lương Tùng Quang | Paris By Night 126 | 2018 |
| 85  | Giấc Mơ Sắc Màu (Lương Bằng Quang) | Lương Tùng Quang, Bảo Hân | Paris By Night 128 | 2019 |
| 86  | Vào Hạ (Lê Hựu Hà) | Hương Thủy, Kỳ Phương Uyên, Hoàng Nhung, Hà Thanh Xuân, Tâm Đoan, Loan Châu, Như Ý, Hạ Vy, Lam Anh, Trúc Lam, Trúc Linh, Diễm Sương, Băng Tâm, Mai Thiên Vân, Nguyễn Hồng Nhung, Phi Nhung, Quỳnh Vi, Ngọc Anh, Minh Tuyết | Paris By Night 128 | 2019 |
| 87  | Lãnh Cung (Hamlet Trương) | Như Ý | Paris By Night 129 | 2019 |
| 88  | Dáng Lụa Cung Tơ (Đức Trí) | Hoàng Anh Khang, Hương Thủy, Ngọc Anh, Loan Châu, Như Ý, Băng Tâm, Quỳnh Vi, Minh Tuyết, Châu Ngọc Hà, Hoàng Nhung, Hoàng Mỹ An, Diễm Sương | Paris By Night 129 | 2019 |
| 89  | Be Glamorous (Hoàng Huy Long) | Diễm Sương | Paris By Night 130 | 2020 |
| 90  | Nỗi Buồn Con Gái (Nhật Ngân) | Diễm Sương, Hương Thủy, Hạ Vy, Minh Tuyết, Hà Thanh Xuân, Như Ý, Quỳnh Vi, Băng Tâm, Lam Anh, Hoàng Mỹ An, Ngọc Anh | Paris By Night 130 | 2020 |
| 91  | Cho Anh Đi Đôi Hôm (Hoàng Huy Long) | Như Ý | Paris By Night 133 | 2022 |
| 92  | Hình Ảnh Người Em Không Đợi (Hoàng Thi Thơ)                                                                                             | Nguyễn Hồng Nhung, Hương Thủy, Hạ Vy, Minh Tuyết, Châu Ngọc Hà, Phương Yến Linh, Quỳnh Vi, Băng Tâm, Lam Anh, Hoàng Mỹ An, Kỳ Phương Uyên | Paris By Night 133 | 2022 |
| 93  | Cánh Hồng Phai (Dương Khắc Linh, Hoàng Huy Long)                                                                                        | Hoàng Mỹ An, Kỳ Phương Uyên, Thanh Hà, Như Ý, Hương Thủy, Hà Thanh Xuân, Băng Tâm, Ngọc Anh, Nguyễn Hồng Nhung, Minh Tuyết, Lam Anh. | Paris By Night 134 | 2023 |
| 94  | Tình Là Gì (Tùng Châu, Lê Hựu Hà) | Kỳ Phương Uyên | Paris By Night 134 | 2023 |
| 95  | Hơn Một Lời Cảm Ơn (Ngô Minh Tài) | Ngọc Anh, Ý Lan, Tuấn Ngọc, Khánh Hà, Bằng Kiều, Minh Tuyết, Trần Thái Hòa, Thanh Hà, Kỳ Phương Uyên, Đình Bảo, Nguyễn Hồng Nhung, Ngọc Hạ, Tuấn Phước, Thiên Tôn, Hương Lan, Hoàng Oanh, Thanh Tuyền, Phương Hồng Quế, Hoàng Mỹ An, Quang Dũng, Quang Lê,Thái Châu, Nguyễn Hưng, Hương Thủy, Băng Tâm, Hà Thanh Xuân, Phương Yến Linh, Trịnh Lam, Ngọc Ngữ, Châu Ngọc Hà,Tâm Đoan, Mạnh Quỳnh, Lương Tùng Quang,Hoàng Mỹ An, Như Ý, Don Hồ, Phương Loan, Lâm Thúy Vân, Myra Trần.                                                       | Paris By Night 134 | 2023 |
| 96  | Không Em Thì Ai (Ngọc Dolil) | Diễm Sương, Quỳnh Vi, Kỳ Phương Uyên | Paris By Night 136 | 2024 |
| 97  | LK Người Cho Em Biết Cô Đơn & Xin Dành Trọn Cho Em (Tùng Châu & Thái Thịnh)                                                             | Trúc Lam, Trúc Linh, Hồ Lệ Thu, Diễm Sương, Quỳnh Vi, Kỳ Phương Uyên | Paris By Night 136 | 2024 |
| 98  | Giả Vờ Mạnh Mẽ (Tiến Nguyễn) | solo | Paris By Night 138 | 2025 |

### Chương trình Thúy Nga Music Box
| STT | Ca khúc                                                      | Thể hiện với             | Chương trình           | Năm  |
| --- | ------------------------------------------------------------ | ------------------------ | ---------------------- | ---- |
| 1   | LK Thương Nhau Ngày Mưa & Bước Tình Hồng (Nguyễn Trung Cang) | Don Hồ, Lương Tùng Quang | Thúy Nga Music Box #37 | 2021 |
| 2   | Phố Vẫn Xưa (Lê Vũ)                                          | Solo                     | Thúy Nga Music Box #37 | 2021 |
| 3   | Đường Tình Hai Lối (Tùng Châu, Lê Hựu Hà)                    | Don Hồ, Lương Tùng Quang | Thúy Nga Music Box #37 | 2021 |
| 4   | Màu Xanh Tình Yêu (Sỹ Đan)                                   | Solo                     | Thúy Nga Music Box #37 | 2021 |
| 5   | Như Là Tình Yêu (Tuấn Khanh)                                 | Don Hồ, Lương Tùng Quang | Thúy Nga Music Box #37 | 2021 |

### Chương trình thu hình khác
| STT | Ca khúc | Thể hiện với                                                              | Chương trình                 | Năm  |
| --- | --- | ------------------------------------------------------------------------- | ---------------------------- | ---- |
| 1   | Thương Nhau Ngày Mưa (Nguyễn Trung Cang)                                                                                               | Lưu Bích, Minh Tuyết, Như Quỳnh, Hồ Lệ Thu, Thủy Tiên, Thanh Hà, Ngọc Anh | Paris By Night Divas         | 2010 |
| 2   | Em Muốn Tin Anh (Quốc Hùng) | solo                                                                      | Paris By Night Divas         | 2010 |
| 3   | Casablanca | solo                                                                      | A Dancing Dream - Season 1   | 2011 |
| 4   | LK Hoang mang (Võ Hoài Phúc), Bởi Vì Em Yêu Anh (Phan Đinh Tùng), Những Lời Dối Gian (Lời Việt: Khúc Lan), Tình Phai (Nguyễn Ngọc Tài) | Mai Tiến Dũng, Lương Tùng Quang                                           | Paris By Night 104 VIP Party | 2012 |
| 5   | Em Đã Từng Yêu (Thái Thịnh) | Lương Tùng Quang                                                          | VSTAR Season 1 - Tứ Kết      | 2012 |
| 6   | Tình Xót Xa (Nguyễn Ngọc Thạch) | solo                                                                      | VSTAR Season 1 - Chung Kết   | 2012 |
| 7   | Con Gái Bây Giờ (Quốc Hùng) | Lương Tùng Quang                                                          | Paris By Night 106 VIP Party | 2013 |
| 8   | Mơ Về Anh (Vũ Quang Trung) | solo                                                                      | VSTAR Season 2 - Chung Kết   | 2014 |
| 9   | Như Vẫn Còn Đây (Phúc Trường) | Celine Thiên Ân Huỳnh                                                     | VSTAR Kids 2015 - Chung Kết  | 2015 |
| 10  | LK Hoang Vắng (Quốc Dũng, Nguyễn Đức Cường), Lang Thang (Tuấn Thành), Trái Tim Lầm Lỡ (LV: Khúc Lan)                                   | Don Hồ, Kỳ Phương Uyên                                                    | Paris By Night 128 VIP Party | 2018 |